# Protectorat del Riu Shiré
El protectorat del riu Shiré fou un territori colonial establert per l'Imperi Britànic, sota la forma de protectorat, el 21 de setembre de 1889, agafant el nom del riu Shiré (Chiré en portuguès) a la rodalia del qual (exceptuant la part portuguesa del riu) es trobava. La regió fou separada de la influència de la Companyia Britànica de Sud-àfrica (BSAC) per l'oposició dels missioners i de la Companyia Africana dels Llacs. Va canviar el seu nom a Protectorat dels districtes de Nysalàndia el 15 de maig de 1889. El comissionat fou Sir Harry Hamilton Johnston (1858-1927) que va restar al càrrec quan el protectorat va canviar de nom. Fou el primer establiment britànic al modern Malawi.